# Molen van Van der Hoeven
De molen van Van der Hoeven is een voormalige grondzeiler in de Nederlandse plaats Pijnacker. De molen is ontworpen door J.P. van den Berg Jz, de fabriek-landmeter van Delfland en P.A. Korevaar, een bekend waterbouwkundige uit die tijd. De bouw werd in 1861 aanbesteed. De bouw werd uitgevoerd door Johannes Notenboom, meester-timmerman en molenmaker te Pijnacker. De stichtingskosten waren ƒ 32.747,40. De molen maalde niet direct uit op de Delflands boezem, maar op de Oude of Hoge Polder van Pijnacker. De Droogmaking was dus een polder in een polder. Daarnaast kon de molen via een aparte voorwaterloop ook uitmalen op een bergboezem.
De eerste molenaar was Thomas van der Hoeven, zijn opvolger was zijn zoon Toon, die weer werd opgevolgd door Arie van der Hoeven. En die werd weer opgevolgd door Antoon van der Hoeven. Daarom heette de molen in de volksmond "de molen van Van der Hoeven".
Inclusief de kinderen van Antoon hebben er vijf generaties Van der Hoeven in de molen gewoond.
In 1917 werd besloten de molen te verbouwen tot een elektrisch gemaal. De Gebr. Stork & Co. te Hengelo leverde de bemalingsinstallatie, bestaande uit een centrifugaalpomp met een capaciteit van 30 m³ per minuut bij een opvoerhoogte van 3,10 m, gedreven door een elektromotor van 45 pk met toebehoren.
Van de molen resteert sinds 1918 niet meer dan een afgezaagde romp.